# D/A převodník

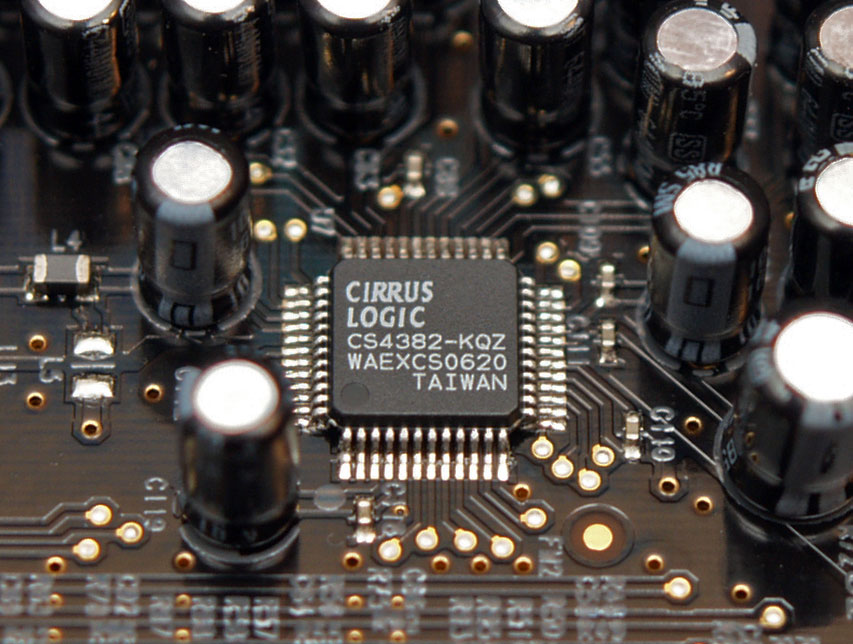
Moderní 8kanálový D/A převodník Cirrus Logic CS4382 umístěný na zvukové kartě Sound Blaster X-Fi Fatal1ty

Digitálně-analogový převodník (zkratky D/A, v angličtině i DAC) je elektronická součástka určená k převodu digitálního (diskrétního, tj. nespojitého) signálu na signál analogový (spojitý). K opačnému převodu signálu se používá A/D převodník.

Ideálně navzorkovaný signál

Signál na výstupu A/D převodníku

## Použití
D/A převodník se používá všude tam, kde je třeba z digitálního signálu udělat zpět analogový, tedy ve všech přehrávačích (CD, MP3 přehrávač, Minidisc, …), zvukových kartách v počítačích. V každém moderním digitálním telefonu (ISDN, GSM, UMTS) se také nachází D/A a A/D převodník.